# جوش ريس
جوش ريس (بالإنجليزية: Josh Rees)‏ هو لاعب كرة قدم بريطاني في مركز الوسط، ولد في 4 أكتوبر 1993 في هيميل هيمبستيد ‏ في المملكة المتحدة. شارك مع منتخب إنجلترا تحت 16 سنة لكرة القدم ومنتخب إنجلترا تحت 17 سنة لكرة القدم. أما مع النوادي، فقد لعب مع نادي أرسنال ونادي بروملي ونادي برينتفورد ونادي توركي يونايتد ونوتينغهام فورست.

## وصلات خارجية
- جوش ريس على موقع قاعدة بيانات كرة القدم.إي يو (الإنجليزية)
- جوش ريس على موقع Soccerbase.com (لاعب) (الإنجليزية)